# Escola d'orgue de Praga
L'Escola d'orgue de Praga (en txec: Varhanická škola v Praze) es va fundar a Praga el 1830 com a escola per a músics per a l'església. S'impartien assignatures, com ara, orgue, harmonia, contrapunt, improvisació, cant coral, història de la música, direcció i fonaments de la composició. El 1890 es va incorporar al Conservatori de Praga.

## Directors de l'escola
- Jan August Vitásek (1830–1839), membre fundador de l'associació patrocinadora
- Robert Führer (1839–40), el primer professor de l'escola d’orgue
- Friedrich Dionys Weber (1840–1842), també director del conservatori
- František Blažek (1842-1843)
- Carl Franz Pitsch (1843-1858)
- Josef Leopold Zvonař (1858)
- Josef Krejčí (1859-1865)
- František Zdeněk Skuherský (1866–1889), fins a la fusió amb el Conservatori

## Estudiants importants
- Eduard Nápravník (1839–1916)
- Karel Bendl (1838–1897)
- Antonín Dvořák (1841–1904)
- Leoš Janáček (1854–1928)
- Josef Bohuslav Foerster (1859–1951)
- Ludvík Kuba (1863–1956)
- Bohuslav Jeremiáš (1859–1918)